# Du är det vackraste
Du är det vackraste är en singel av Dan Hylander & Raj Montana Band, utgiven 2010.

## Låtlista
1. Du är det vackraste - (Dan Hylander)

## Medverkande musiker
- Dan Hylander - Sång
- Pelle Alsing - Trummor
- Ola Johansson - Bas
- David Carlson - Gitarr
- Hasse Olsson) - Orgel
- Clarence Öfwerman - Piano
- Py Bäckman - Kör
- Mats Ronander - Kör

## Listplaceringar
| Lista (2010) | Topplacering |
| ------------ | ------------ |
| Sverige      | 21           |